# Kaputan
Kaputan (en arménien Կապուտան) est une communauté rurale du marz de Kotayk, en Arménie. Elle compte 1 317 habitants en 2008.